# AlVolante
alVolante è un periodico mensile italiano di automobilismo, distribuito alle edicole generalmente tra il 7 e il 13 di ogni mese.
Fondato nell'ottobre 1999 ed edito dalla casa editirice Editrice Universo, fu inizialmente diretta dall’amministratore delegato della società, Luigi Randello. Dal 2006 fino a marzo 2023 la rivista fu curata dal direttore Guido Costantini, che aggiunse l'editoriale (reso poi disponibile a partire dal 2011 anche in una sezione del sito web), a partire da marzo del 2010. Da aprile 2023 la rivista è curata dal direttore Massimiliano De Feo.
Nel febbraio del 2016 la rivista ricevette un restyling sia dal punto di vista grafico che dei contenuti.

## Struttura della rivista
La rivista viene strutturata in varie parti con una sezione iniziale informativa che fornisce in breve le principali news sul mondo automobilistico e racchiude anche due speciali di cui uno descrive le novità introdotte mensilmente sulla versione on line e l'altra fornisce un quadro generale delle opinioni dei lettori scritte sul forum.
Nella prima parte sono presenti numerosi inserti e speciali tra i quali figurano i saloni automobilistici e Auto da Sogno; in quest'ultima sezione la testata analizza e giudica un'autovettura molto costosa ed esclusiva prodotta in pochi esemplari.
La seconda parte presenta i test su strada: nella sezione Primo Contatto vengono testate brevemente alcune autovetture messe a disposizione dello staff mentre in Provata/e per Voi vengono effettuate su un percorso misto (in città, fuori città ed autostrada) con strumentazione satellitare XPRO GPS-max 100 e Leane V-SAT. I consumi vengono misurati con apparecchi Corrsys-Datron DFL-2, Corrsys-Datron DFL3X e B.I.O. Tech VZS 005-ALU e vengono stabiliti in base al percorso, infatti la media autostradale si misura ad una velocità costante pari a 130 km/h mentre il consumo massimo viene calcolato alla velocità massima consentita dall'automobile ad alto numeri di giri nelle varie marce del cambio.
Nella terza parte sono presenti la sezione sport, che si occupa di un evento motoristico a quattro ruote (spaziando tra Formula 1, WRC, Mondiale Turismo ed altre competizioni minori) e le sezioni dedicate a consigli su strategie di guida, sugli pneumatici e sui comportamenti del guidatore. Inoltre, sotto il nome di "Ditelo alVolante", cinque pagine sono dedicate ai problemi che i lettori hanno avuto con le loro auto, e sulle quali la redazione esprime un giudizio sul comportamento delle parti, mentre uno spazio di circa due facciate è poi dedicato agli annunci di compravendita di automobili inviati dai lettori alla redazione.
Nell'ultima parte invece è presente il listino automobilistico italiano. È presente anche una sezione relative alle autovetture usate con quotazioni Eurotax di circa 2.000 modelli.

## Presenza ai saloni internazionali
alVolante è presente ufficialmente ai Saloni internazionali di Ginevra, Detroit, Francoforte e Parigi e vengono annualmente riportate le novità in campo automobilistico sulla rivista. Inoltre tramite un accordo con la JAMA (Japan Automobile Manufacturers Association) e la UnitedPictures pubblica in esclusiva le foto relative al Salone dell'automobile di Tokyo.
Infine è presente annualmente con un proprio stand al Motor Show di Bologna.